# Chysis bractescens
Chysis bractescens är en orkidéart som beskrevs av John Lindley. Chysis bractescens ingår i släktet Chysis och familjen orkidéer. Inga underarter finns listade i Catalogue of Life.

## Bildgalleri

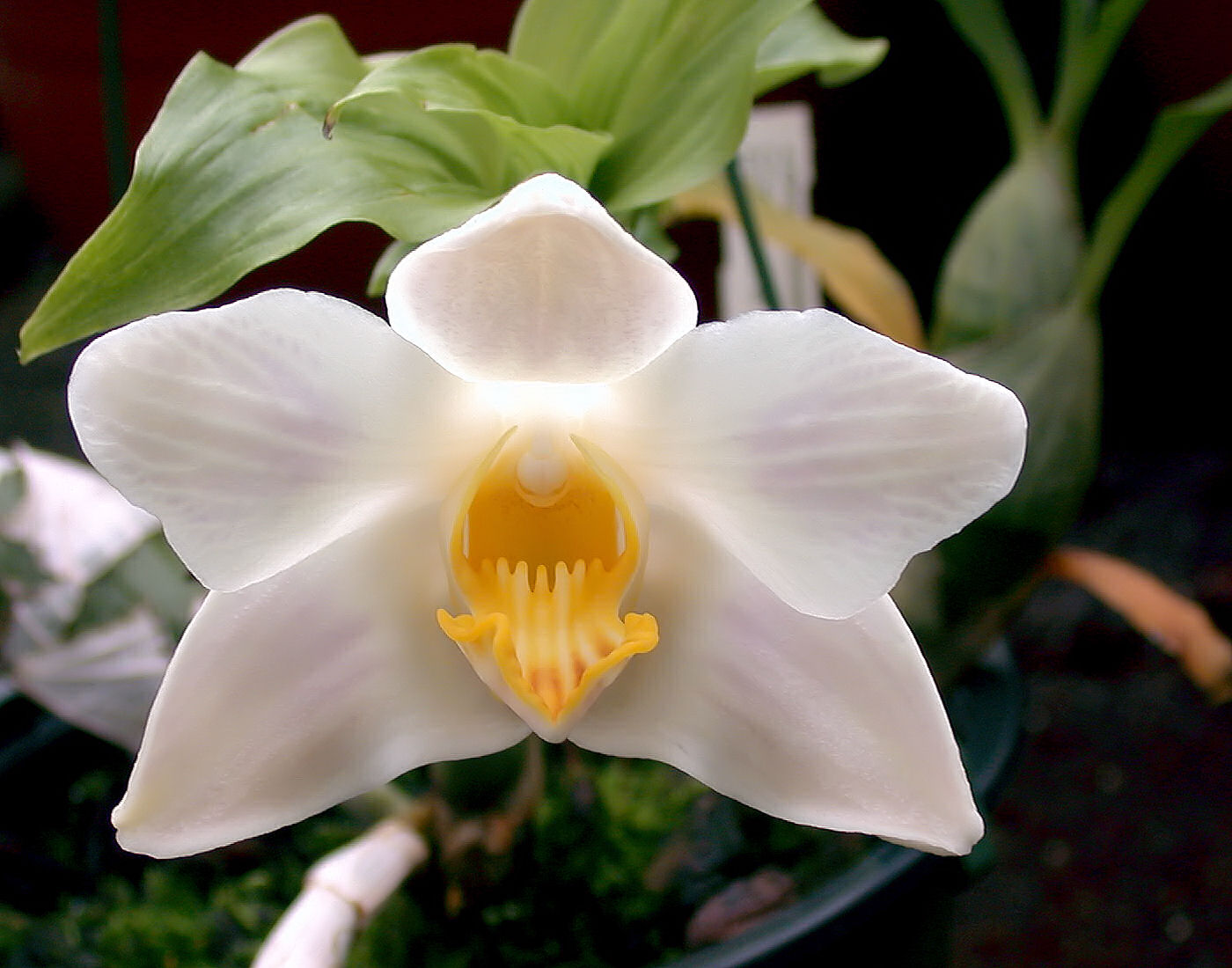
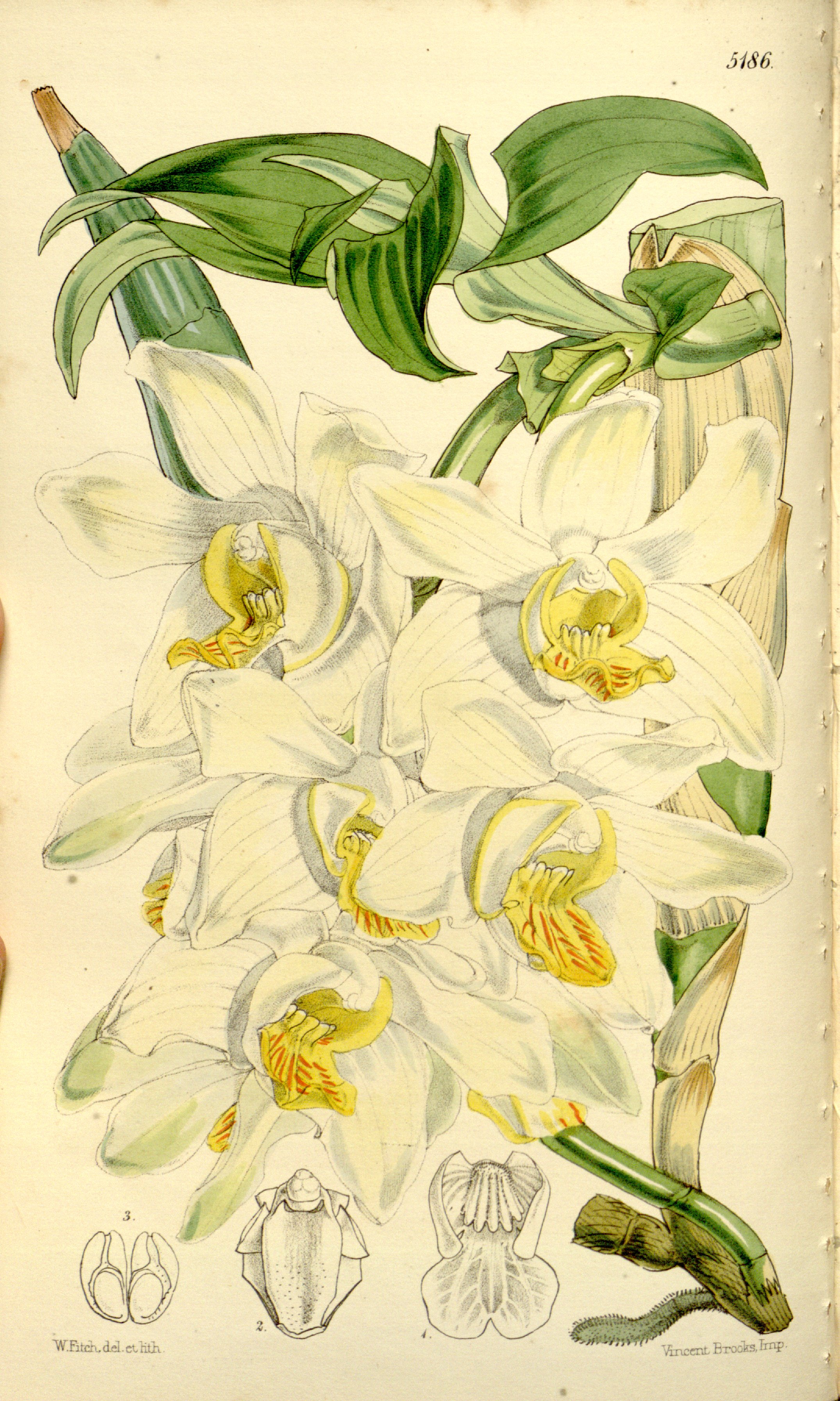
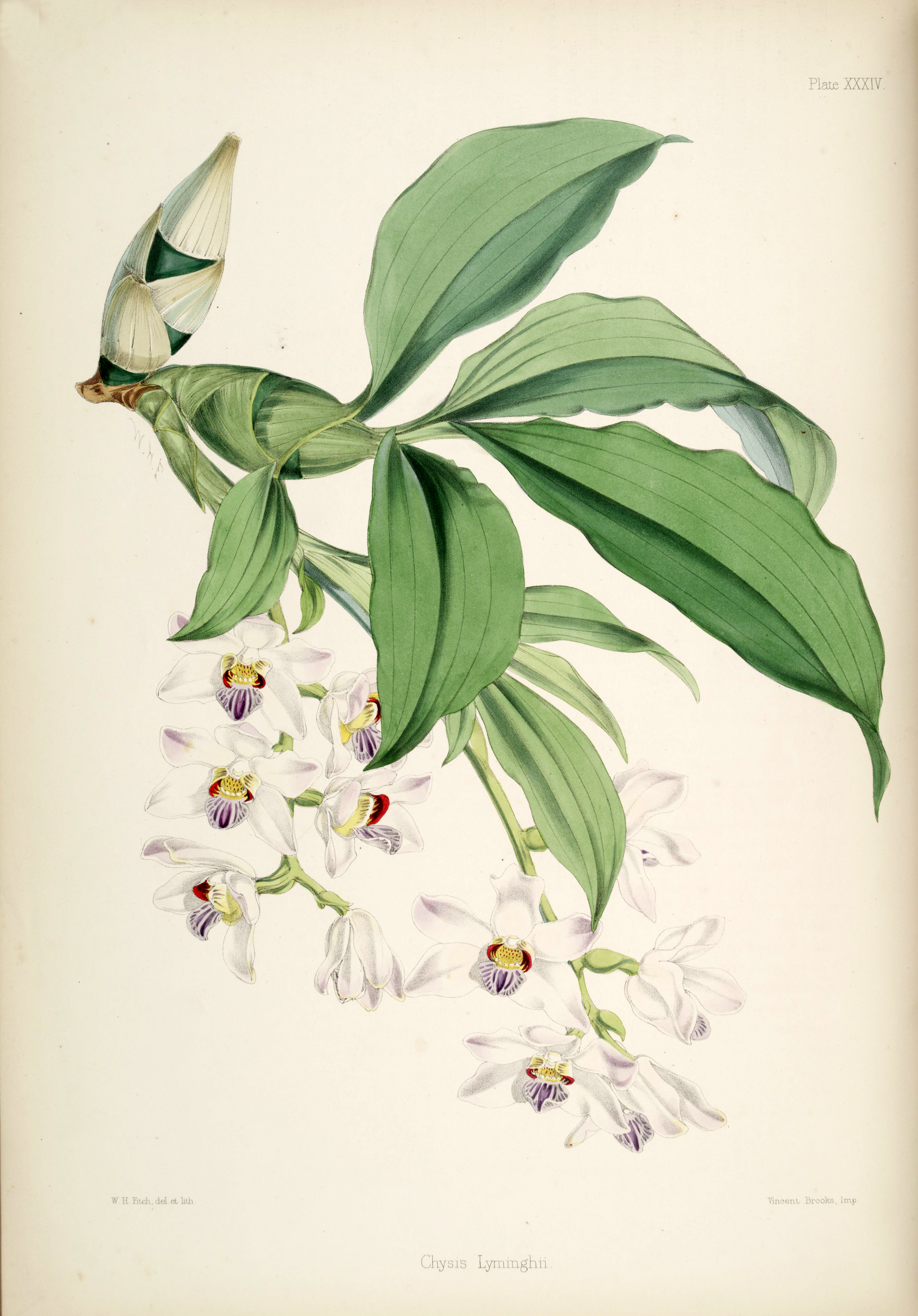
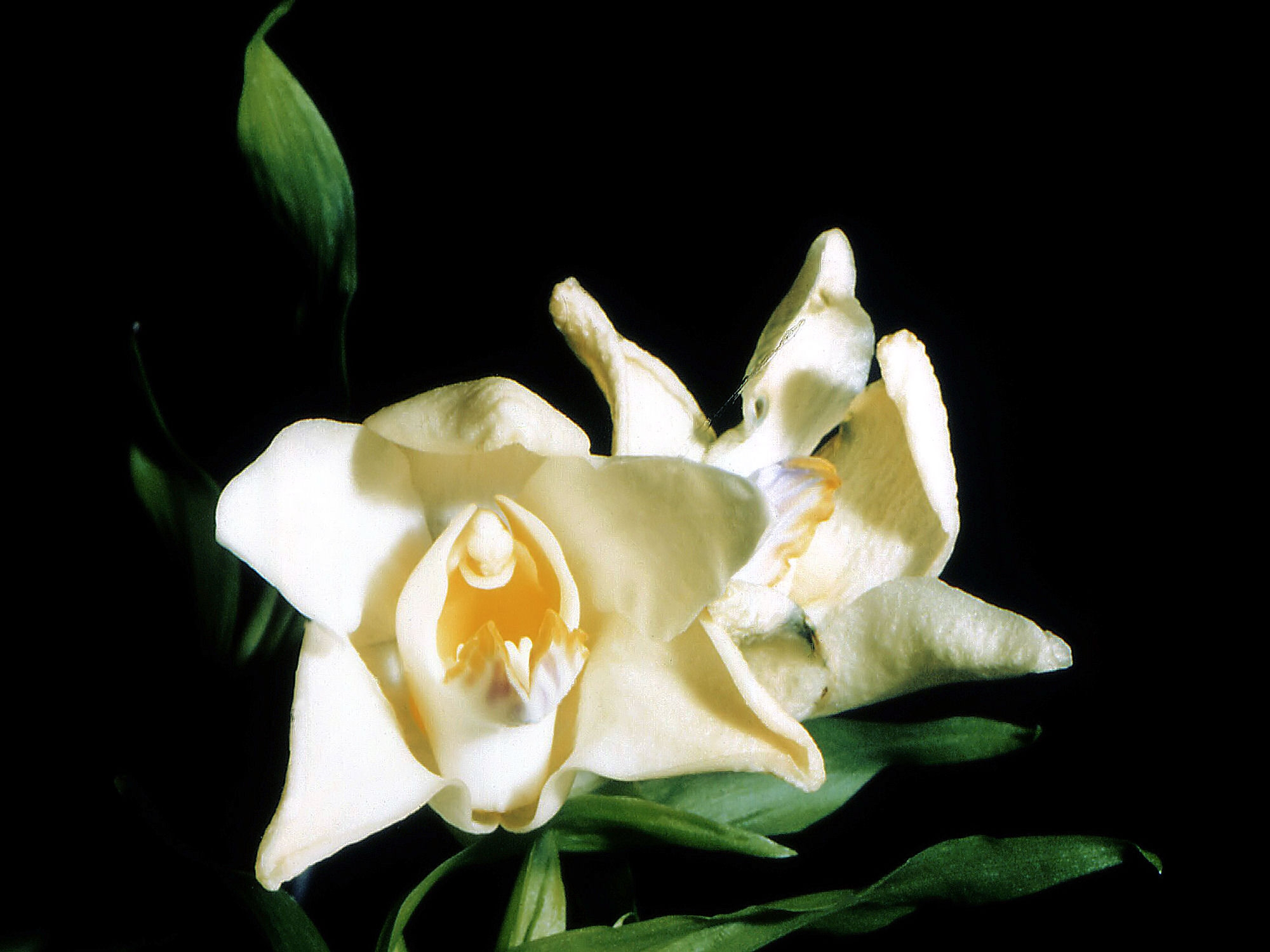
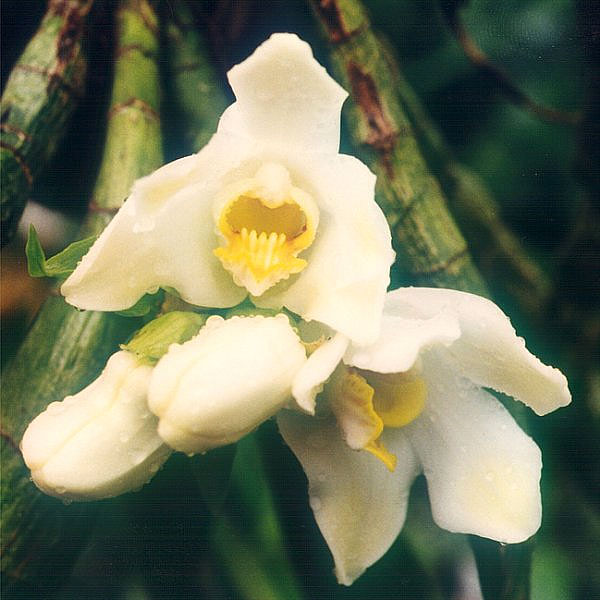
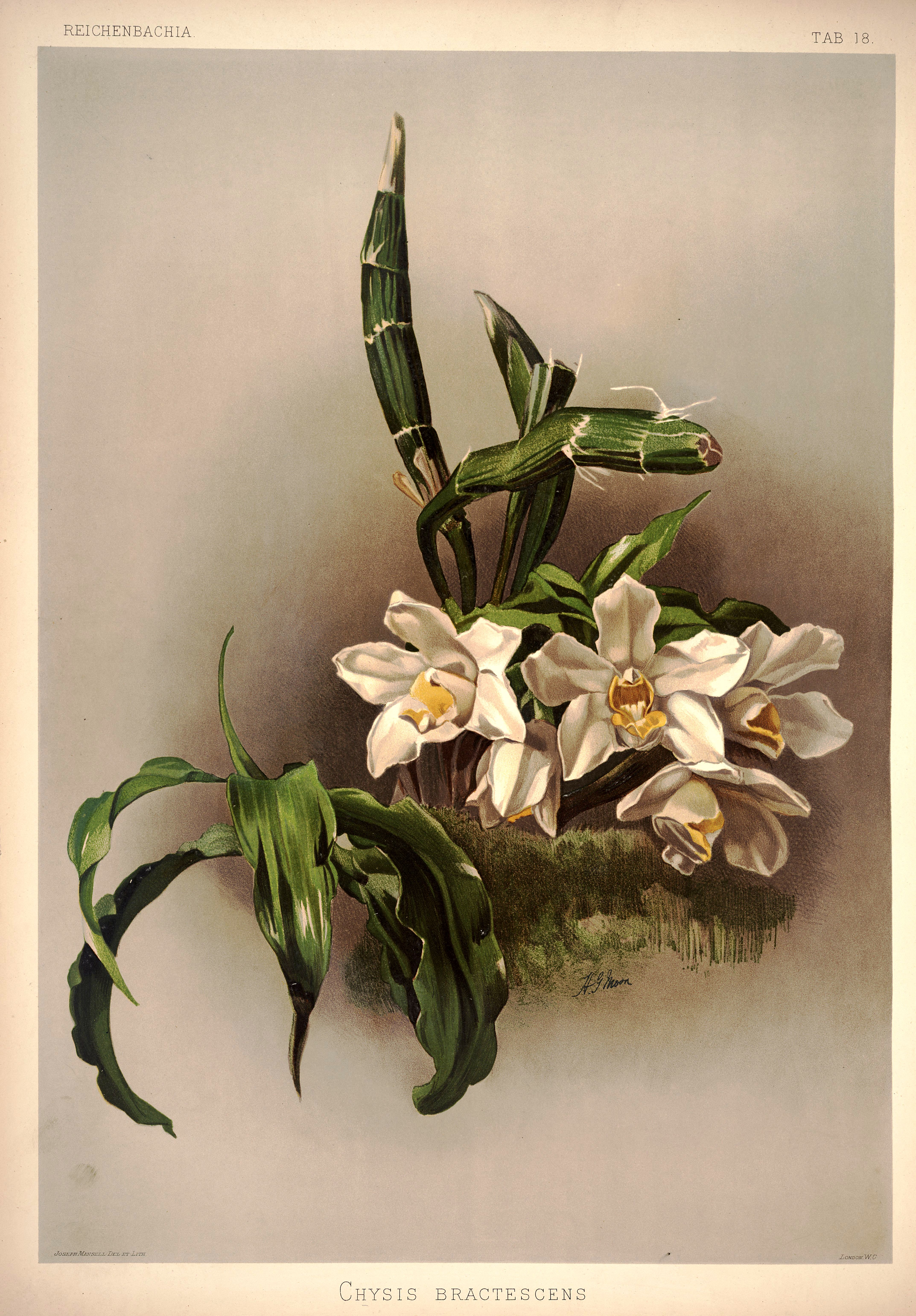